# 大洞院 (静岡県森町)
大洞院（だいとういん）は、静岡県周智郡森町にある曹洞宗の寺院。山号は橘谷山。本尊は麻蒔地蔵菩薩。森の石松の墓があることで知られる。

## 歴史
応永18年（1411年）恕仲天誾禅師が開創し、師である梅山聞本の勧請開山。